# Мария-Горица
Мария-Горица (хорв. Marija Gorica) — община в Хорватии, входит в Загребскую жупанию. Община включает 10 населённых пунктов. По данным 2001 года, в ней проживало 2089 человек. Общая площадь общины составляет 17,2 км².